# 李麟 (唐朝)
李麟（694年—759年7月29日），封褒国公，又封兖国公，谥德，唐肃宗年间为宰相，但并非唐肃宗所任，而是肃宗之父唐玄宗所任。

## 家世
李麟是唐朝远支宗室。李麟五世祖李乞豆是唐朝开国皇帝唐高祖祖父李虎的弟弟。李麟父李濬历任润州、虢州、潞州刺史，以诚信闻名。在润州任上，润州有个叫孙处玄的人以学行著名，李濬特加礼异，累次上表举荐之，还命李麟与之结交。李濬于唐玄宗开元八年（720年）卒于剑南节度使任上。

## 拜相前
李麟好学善文辞。因父亲之故荫补官职，累授京兆府户曹参军。二十一年（733年），善于算数的编撰者瞿坛因怨恨自己不能参与更改历法，与历官陈玄景等攻击《大衍历》抄袭《九执历》。时任侍御史的李麟和太史令桓执圭奉诏比较天象观测记录，结果证明《大衍历》十得七、八，而《九执历》才得一、二，于是《大衍历》被肯定，而支持瞿坛的太子右司御率南宫说等则被判罪。开元二十二年（734年），玄宗选拔宗室异能者，李麟转殿中侍御史，历任户部、考功、吏部三员外郎。天宝元载（742年），迁郎中，不久改谏议大夫。五载（746年），充河西、陇右、碛西等道黜陟使，称职，迁给事中。七载（748年），迁兵部侍郎，与杨国忠为同僚。杨国忠身为唐玄宗最宠爱的妃子杨贵妃从兄，因为和玄宗的交情，已很有权势，不想和李麟分权，指使宰相让李麟以本官权知礼部贡举。不久杨国忠改任御史大夫，李麟复本官。九载（750年）四月，以正议大夫、给事中、权知刑部侍郎、上柱国、渭源县开国男的身份为副使册封广宁公主。十一载（752年），迁银青光禄大夫、国子祭酒。曾奉诏求雨，祭祀雨师。十四载（755年）七月，以本官出为河东太守、河东道采访使，为政清简，为百姓和官吏所称道。
十一月，河东、范阳、平卢三镇节度使安禄山叛于范阳。因李麟是儒者，朝廷担心他不能御敌，召他回长安，以将军吕崇贲代之。李麟复任国子祭酒。十六载（756年）六月，安禄山军逼近长安，玄宗被迫出逃，李麟也出逃，随玄宗奔赴成都行在。玄宗子皇太子李亨却没有随玄宗去成都，而是去了灵武，称帝，就是唐肃宗，玄宗闻讯后也认可了。唐玄宗称太上皇，但没有停止行使皇权，到成都后，拜李麟户部侍郎，兼尚书左丞。不久又迁宪部尚书。

## 拜相及过世
至德二载（757年）正月，玄宗授李麟同中书门下平章事，为实质宰相。玄宗当时已将在成都期间任命的其他宰相韦见素、房琯、崔涣、崔圆送到肃宗朝中，但李麟因是宗室，被他留在身边，总摄成都行在百司。肃宗收复长安后，十月迎归玄宗，十二月，李麟因功加金紫光禄大夫、刑部尚书、同中书门下三品，进封褒国公，且因有从亡之劳，一子得官。
陈希烈等数百大臣先前陷身于安史乱军，这时复归朝廷，被命令赤脚步行来到朝堂，肃宗命令宰相苗晋卿、崔圆、李麟等百官一同看，以为弃辱，并宣诏以责。
当时，肃宗朝最有权势的人物是肃宗妻张皇后和殿中监宦官李辅国。苗晋卿和崔圆都小心侍奉他们，但李麟不如此。这使得李辅国不悦，在他怂恿下，乾元元年（758年）五月，李麟被罢相为太子少傅。改封兖国公。二年（759年）七月卒，追赠太子太傅，赙绢二百匹，谥号德。下葬当日，诏京兆府差官护送，所须由官府报销。
李麟好学能文，曾编写收集唐朝制集五十卷，在当时流行。

## 评价
- 《旧唐书》史臣曰：麟修整，峘循良，匪躬立事，始终无玷者，皆宗室之英也。

## 子
- 李全，登封令